# Universal Business Language
Universal Business Language UBL is een standaard voor elektronische bedrijfsvoering, bijvoorbeeld voor het opstellen van facturen of bestelbonnen, ontwikkeld door OASIS. UBL maakt gebruik van XML dat  gebaseerd is op de ebXML Core Components. Daarnaast kan UBL gebruikmaken van het JSON-formaat, in plaats van XML. Zowel de Nederlandse als Belgische overheid hebben gekozen voor UBL 2.0 als standaard XML-formaat voor eFacturatie. In België werd de subset e-fff genoemd (gebaseerd op UBL 2.0), maar kent geen succes. Reden hiervoor is dat deze afwijkt van UBL 2.0 (subset) en geld kost.
Op 4 november 2013 werd de UBL-versie 2.1-standaard gepubliceerd door OASIS. UBL-versie 2.1 ondersteunt naast XML ook JSON.
UBL is voortgekomen uit de EDIFACT- en X12-standaarden voor facturatie en de door EDI geïnspireerde XML-standaard ebXML.

## Internationale versies
- NESUBL - Northern European Subset[6], voornamelijk voor Scandinavië.
- UBLTR - Turkse aanpassing van UBL[7]
- UBL España - Spaanse versie, gebaseerd op CCI[8]